# Patricia Llabrés
Patricia Llabrés, född 15 april 1996, är en spansk volleybollspelare (spiker). Hon spelade för klubbar i Spanien fram till 2023 då hon gick över till tyska Schweriner SC. Hon har deltagit  med Spanien vid EM och European Volleyball League. 